# 2011年龍捲風災
2011年龍捲風災是2011年在全世界由於龍捲風所造成的災害，其中以美國境內的災情最為嚴重。自2011年4月初起，美國南部多個州份相繼遭到多股強烈龍捲風吹襲，其中以阿拉巴馬州的災情最為嚴重。截至4月30日，已造成至少340人死亡，甚至較1974年的龍捲風災慘重。美國總統奧巴馬表示會指示國民警衛軍全力協助救災。

## 外部連結
- State of the Climate: Tornadoes: 2011（页面存档备份，存于） (NCDC)
- The Online Tornado FAQ (by Roger Edwards, SPC)（页面存档备份，存于） – spc.noaa.gov
- U.S. Severe Weather Map（页面存档备份，存于） -  Weather Underground（英语：Weather Underground (weather service)）
- WSI Lightning Networks – USPLN, NAPLN and GLN（页面存档备份，存于） – 閃電圖
- The Tornado Monologues – 2011年4月龍捲風災個人經歷檔案